# Реагент Віттіґа
Реагент Віттіґа (англ. Wittig reagent) — алкіліденфосфоран типу R3P=CR2↔R3P+–C–R2. Застосовуються в синтезі олефінів за реакцією Віттіґа. Належать до класу фосфонійілідів.